# Breakbeat hardcore
Ne doit pas être confondu avec Breakcore.
Pour les articles homonymes, voir Breakbeat (homonymie).
Genres dérivés
Oldschool jungle, drum and bass, happy hardcore/4-beat, big beat
Le breakbeat hardcore (ou oldskool rave hardcore) est un genre de musique électronique, dérivé de l'acid house, de la new beat et de la techno hardcore, ayant émergé à la fin des années 1980 et au début des années 1990 au Royaume-Uni. Le breakbeat hardcore est le précurseur du drum and bass et du oldschool jungle. Il se caractérise par des rythmes et lignes de percussions orientées breakbeat. Les disc jockey Carl Cox et Doc Scott ont été des représentants importants du genre à leurs débuts.

## Histoire
En 1991, l'émergence du breakbeat hardcore est une réponse à la scène électronique qui prenait une direction plus trance et deep house[réf. nécessaire]. Il s'agit du son agressif et rude du hip-hop mélangé plus tard à celui de l'acid house et de la New beat et une volonté de s'éloigner du son de plus en plus propre et clair des productions trance et techno, en utilisant de façon massive les échantillons, souvent dans un style rebelle, tels que des voix hautes, et autres morceaux dérivés des genres dance, reggae et ragga pour donner de la mélodie aux morceaux, ainsi que les rythmiques breaks héritées du hip-hop, à une vitesse relativement rapide de 150 à 170 BPM[réf. nécessaire].
Les raves parties, avec des organisateurs de soirées ou encore des sound systems comme Spiral Tribe, Atmosphere, Genesis, Dance Nation, Fusion, Glabal Dance, Fantazia, etc., connaissent leur l'apogée au Royaume-Uni avec ce style de musique. Cependant les autorités anglaises vont vouloir interdire ces soirées à cause de la présence de drogues illégales comme l'ecstasy, le LSD ou les amphétamines. La période breakbeat hardcore prend fin (environ en 1993) quand les différents styles de musiques comme la jungle, le drum and bass, la techno, le hardcore et le happy hardcore se distinguent à part entière.
Des opus comme Quadrophonia sortie en 1990 de Quadrophonia, Anasthasia sortie en 1991 de T99, Frequency d'Altern-8 ou Experience de The Prodigy comptent parmi les œuvres phares du genre. En 2013, le breakbeat hardcore vit toujours. Des labels comme Fantazia, Raindance, Epidemik, etc. réunissent notamment des artistes tels que Ratpack, Slipmatt, Top Buzz, DJ Seduction, Baby D, Easygroove, et Tango and Ratty[réf. nécessaire].
En 2022, une soirée regroupant des pionniers du breakbeat hardcore est organisée à Bordeaux, en France. En mars 2024, le label britannique Blank Mind sort la compilation Lost Paradise: Blissed Out Breakbeat Hardcore 1991-94,.